# Handball-Afrikameisterschaft der Frauen 2016
Die 22. Handball-Afrikameisterschaft der Frauen fand vom 28. November bis 7. Dezember 2016 in der angolanischen Hauptstadt Luanda statt. Ausrichter war die Confédération Africaine de Handball (CAHB). Angola gewann seinen zwölften Titel.
Auf Einspruch Tunesiens wurde die Mannschaft Senegals nach dem Halbfinale disqualifiziert, da mit Kapitänin Doungou Camara eine nicht spielberechtigte Spielerin eingesetzt wurde.

## Teilnehmer
An der für zehn Nationalmannschaften ausgeschriebenen Afrikameisterschaft 2016 nahmen folgende Teams teil:
- Angola (als Gastgeber)
- Tunesien (Afrikameisterschaft 2014)
- DR Kongo (Afrikameisterschaft 2014)
- Algerien (Afrikameisterschaft 2014)
- Rep. Kongo (Afrikameisterschaft 2014)
- Kamerun (Afrikaspiele 2015)
- Senegal (Afrikaspiele 2015)
- Elfenbeinküste (Wildcard)
- Guinea (Wildcard)
- Nigeria[2]

Ägypten – ursprünglich ebenfalls mit einer Wildcard ausgestattet – hat vor Beginn der Afrikameisterschaft seine Teilnahme zurückgezogen.

## Austragungsort
Alle Spiele der Afrikameisterschaft 2016 wurden im Pavilhão Multiusos do Kilamba ausgetragen, einer Mehrzweckhalle in Luanda mit einem Fassungsvermögen von 12.000 Zuschauern.

## Vorrunde
Ergebnisse der Vorrunde:

### Gruppe A
| Pl. | Land                         | Sp. | S | U | N | Tore     | Diff. | Punkte |
| --- | ---------------------------- | --- | - | - | - | -------- | ----- | ------ |
| 1.  | Angola                       | 4   | 4 | 0 | 0 | 0136:690 | +67   | 8      |
| 2.  | Kamerun                      | 4   | 3 | 0 | 1 | 086:860  | ±0    | 6      |
| 3.  | Senegal                      | 4   | 2 | 0 | 2 | 085:940  | −9    | 4      |
| 4.  | Elfenbeinküste               | 4   | 1 | 0 | 3 | 085:1100 | −25   | 2      |
| 5.  | Demokratische Republik Kongo | 4   | 0 | 0 | 4 | 092:1250 | −33   | 0      |

### Gruppe B
Ägypten hat vor Beginn der Afrikameisterschaft seine Teilnahme zurückgezogen.
| Pl. | Land           | Sp. | S | U | N | Tore    | Diff. | Punkte |
| --- | -------------- | --- | - | - | - | ------- | ----- | ------ |
| 1.  | Tunesien       | 3   | 3 | 0 | 0 | 087:680 | +19   | 6      |
| 2.  | Republik Kongo | 3   | 2 | 0 | 1 | 083:630 | +20   | 4      |
| 3.  | Guinea         | 3   | 1 | 0 | 2 | 064:840 | −20   | 2      |
| 4.  | Algerien       | 3   | 0 | 0 | 3 | 057:760 | −19   | 0      |

## Hauptrunde

### Viertelfinale
Die Sieger der Viertelfinalbegegnungen qualifizierten sich für das Halbfinale, während die Verlierer in der Platzierungsrunde die Plätze fünf bis acht ausspielten.
| Datum            | Zeit      | Begegnung      | Begegnung | Begegnung | Ergebnis      |
| ---------------- | --------- | -------------- | --------- | --------- | ------------- |
| 4. Dezember 2016 | 13:00 Uhr | Elfenbeinküste | –         | Tunesien  | 26:38 (13:21) |
| 4. Dezember 2016 | 15:00 Uhr | Rep. Kongo     | –         | Kamerun   | 27:32 (15:15) |
| 4. Dezember 2016 | 17:00 Uhr | Senegal        | –         | Guinea    | 27:15 (14:7)  |
| 4. Dezember 2016 | 19:00 Uhr | Angola         | –         | Algerien  | 42:19 (22:9)  |

### Halbfinale
| Datum            | Zeit      | Begegnung | Begegnung | Begegnung | Ergebnis      |
| ---------------- | --------- | --------- | --------- | --------- | ------------- |
| 5. Dezember 2016 | 17:00 Uhr | Senegal   | –         | Tunesien  | 26:20 (17:11) |
| 5. Dezember 2016 | 19:00 Uhr | Angola    | –         | Kamerun   | 31:19 (17:12) |

### Spiel um Platz 3
Nach der Disqualifikation Senegals entfiel das für den 7. Dezember 2016, 17 Uhr angesetzte Spiel um Platz 3.

### Finale
| Datum            | Zeit      | Begegnung | Begegnung | Begegnung | Ergebnis     |
| ---------------- | --------- | --------- | --------- | --------- | ------------ |
| 7. Dezember 2016 | 19:00 Uhr | Tunesien  | –         | Angola    | 17:36 (7:16) |

## Platzierungsrunde
| Datum                             | Zeit      | Begegnung  | Begegnung | Begegnung      | Ergebnis      |
| --------------------------------- | --------- | ---------- | --------- | -------------- | ------------- |
| Halbfinale der Platzierungsrunde: |           |            |           |                |               |
| 5. Dezember 2016                  | 13:00 Uhr | Algerien   | –         | Rep. Kongo     | 27:31 (12:16) |
| 5. Dezember 2016                  | 15:00 Uhr | Guinea     | –         | Elfenbeinküste | 20:23 (10:10) |
| Spiel um Platz 7:                 |           |            |           |                |               |
| 6. Dezember 2016                  | 17:00 Uhr | Algerien   | –         | Guinea         | 33:26 (13:11) |
| Spiel um Platz 5:                 |           |            |           |                |               |
| 6. Dezember 2016                  | 19:00 Uhr | Rep. Kongo | –         | Elfenbeinküste | 32:24         |

## Endstand
1. Angola
2. Tunesien
3. Kamerun
4. Kongo
5. Elfenbeinküste
6. Algerien
7. Guinea
8. DR Kongo

disqualifiziert: Senegal
Die drei erstplatzierten Mannschaften Angola, Tunesien und Kamerun qualifizierten sich damit auch für die Weltmeisterschaft 2017 in Deutschland.